# География на Литва
Литва е разположена в Източна Европа, на югоизточното крайбрежие на Балтийско море. Площ 65 301 km². Население на 1 май 2019 г. 2 790 472 души. Столица град Вилнюс.

## Географско положение, граници, големина
Литва е държава от Източна Европа. На север граничи с Латвия (дължина на границата 456 km), на югоизток и юг – с Беларус (448 km) и на югозапад – с Полша (103 km) и Калининградска област на Русия (215 km). Обща дължина на сухоземните граници 1222 km. На запад територията ѝ се мие от водите на Балтийско море. Дължина на бреговата линия 115 km. Дължина от запад на изток 372 km, ширина от север на юг 283 km. В тези си граници заема площ от 65 301 km².
Територията на Литва, се простира между 53°54′ и 56°27′ с.ш. и между 20°57′ и 26°50′ и.д. Крайните точки на страната са следните:
- крайна северна точка – (56°27′00″ с. ш. 24°53′00″ и. д. / 56.45° с. ш. 24.883333° и. д.), на левия бряг на река Немунелис, на границата с Латвия.
- крайна южна точка – (53°53′48″ с. ш. 24°21′08″ и. д. / 53.896667° с. ш. 24.352222° и. д.), на границата с Беларус.
- крайна западна точка – (55°16′51″ с. ш. 20°57′14″ и. д. / 55.280833° с. ш. 20.953889° и. д.), на западния бряг на Куршската коса на Балтийско море, на границата с Русия.
- крайна източна точка – (55°17′08″ с. ш. 26°50′08″ и. д. / 55.285556° с. ш. 26.835556° и. д.), на границата с Беларус.

## Геоложки строеж, полезни изкопаеми
Територията на Литва е разположена н западната част на Източноевропейската равнина. Западната и средна част на страната се намират в пределите на Балтийската синеклиза, а източната е заета от Беларуската антиклиза. Кристалинният фундамент на Източноевропейската платформа заляга на дълбочина до 2100 m в синеклизата и се изкачва до 120 m дълбочина в района на Беларуската антиклиза. Седиментния слой е с мощност 200 – 2100 m и е представен от теригенни, карбонатни и халогенни наслаги. На запад и юг под антропогенните седименти залягат пермски и мезозойски наслаги, а на североизток – девонски.
Цялата западна част на Литва и прилежащата акватория на Балтийско море са перспективни за находища на нефт и газ. През 1968 г. е открито Шюпаряйското находище на камбрийски нефт. В района на Каунас, на дълбочина 150 – 250 m залягат мощни пластове с пермски анхидрити, а на северозапад има циментови варовици (Карпенайско находище). Към горния девон са привързани доломитите, използвани за производство на чакъл, а към неогеновите наслаги – стъклените пясъци с високо качество (Аникщайско находище). С антропогенните наслаги са свързани находищата на огнеупорни глини, пясъчно-филцови смеси и строителни пясъци. Многочислени са находищата на торф, креда, гипс и титано-циркониевите разсипи по крайбрежието на морето. Среща се янтар. В дълбоките хоризонти има промишлени (йодо-бромни, борни) и термални води с девонска и пермска възраст, на базата на които работят лечебни санаториуми.

## Природа
Територията на Литва е разположена н западната част на Източноевропейската равнина, край югоизточните брегове на Балтийско море, в басейна на средното и долно течение на река Нямунас. Бреговата линия на страната е дълга 99 km, която е предимно ниска, пясъчна, с плажове и крайбрежни дюни. Морето край бреговете е с малки дълбочини. Плиткия, силно опреснен Курски залив (Куршу марес) е отделен от морето чрез тясната пясъчна Курска коса (Куршу нерия).

### Релеф
За релефа на Литва е характерно редуване на ниски равнини и хълмисти възвишения, като повечето форми на релефа са с ледников произход. В западната част на страната, по протежение на тясната ивица на крайбрежието на Балтийско море, се простира наклонената към морето низина (ширина 15 – 20 km, височина до 50 m) с ниски и полегати хълмове и крайбрежни пясъчни дюни. В долното течение на река река Нямунас е разположена заблатената делтова Долнонеманска низина. Източната част на Крайморската низина постепенно преминава в Жамайтското възвишение, чиято най-висока точка е връх Мядвегалис (234 m). В централната част на Литва, от североизток към югозапад, се простира обширната Среднолитовска низина (ширина до 100 km, дредна височина 80 – 90 m), изградена от дънно-моренни и езерно-ледникови отлагания. На изток и юг, през територията на Литва преминава част от Балтийското възвишение (височина до 288 m), което на територията на страната се дели на три отделни възвишения: Аукщайско, на североизток, Дзукско – в средата и Судувско – на югозапад. За тях е характерен древноледников хълмисто-моренен депресионен релеф с присъствието ози и ками, натрупани през Валдайския ледников период. В североизточната част на страната се намира Швянчонското (Свенцянско) възвишение със същия хълмисто-моренен депресионен релеф. Югоизточно от Балтийското възвишение се простира Югоизточната равнина (средна височина 120 m) със зандров и глациофлувиален терасовиден терен, с често срещани континентални дюни. В най-югоизточната част на Литва, но също в пределите на Балтийското възвишение се намира Мядининското възвишение (част от по-обширното Ошмянско възвишение), в което се издига връх Аукщояс, 294 m (54°31′46″ с. ш. 25°38′04″ и. д. / 54.529444° с. ш. 25.634444° и. д.), най-високата точка на Литва. Тук релефът е хълмисто-моренен, изграден от ледникови отлагания по време на Московското заледяване, като повърхността е загладена от солифлукционни дейности, на места изрязана с древни и плитки понижения.

### Климат
Климатът на Литва е преходен от морски към континентален, като последният нараства от запад на изток. Средна януарска температура за страната (-4,8 °C) и се изменя от -3 °C (в Паланга) до -6 °C (в Игналина). Средна юлска температура (17,2 °C), от 16,5 °C (в Клайпеда) до 17,6 °C (в Каунас). В столицата Вилнюс средната температура е -2,1 °C през януари и 18,1 °C през юли. Годишната сума на валежите е 630 mm. Повече валежи падат по наветрените склонове на Жамайтското възвишение (около 800 mm, във Вайнайчай – 844 mm), а най-малко – по североизточните му склонове и в северните части на Среднолитовската низина (Мацюнай 509 mm). По сезони валежите са разпределени неравномерно, като най-голямо е количеството им през август, а по крайбрежието – през октомври. Продължителността на вегетационния период (минимална денонощна температура 5 °C) е от 169 до 202 денонощия.

### Води
За Литва е характерна силно развита речна мрежа, като най-гъста е в западните и централните райони. Всичките реки принадлежат към басейна на Балтийско море. Най-голямата река е Нямунас, която води началото си от Беларус и се влива в Курския залив на Балтийско море. Нейни основни притоци са: Нярис, Невежис, Дубиса, Мяркис, Миния, Шешупе. От другите реки, които не принадлежат към басейна на Нямунас са: Вента (Вянта), Муша и Немунелис, като горните им течения са на територията на Литва, а долните – в Латвия. Основното речно подхранване е грунтово (подземно), дъждовно и снежно, с янто изразено пролетно пълноводие и епизодични летни прииждания в резултат от поройни дъждове. Хидроенергийните ресурси се оценяват над 600 хил.квт. През зимата реките обикновено замръзват средно по 3 месеца. Река Нямунас е плавателна от Каунас до устието. На нея е изградено Каунаското водохранилище.
В Литва има 2830 езера, които заемат около 1,37% от територията ѝ и обща площ 880 km². Почти всички езера са с ледников произход, като най-много се намират в пределите на Балтийското възвишение. Най-голямото езеро е Друкшяй (Дрисвяти), на границата с Беларус (44,5 km²) и принадлежи към басейна на река Западна Двина. Най-дълбокото е Таурагнас (60,5 m), най-дългото – Асвея (30 km). Повечето езера се използват за развитие на рибното стопанство и туризма.

### Почви
Всички почви в страната се отнасят към подзолистите. Преобладават торфено-подзолистите (45,3% от територията), 17,6% заемат тарфено-глинестите, развити в средните части, 18,4% са подзолисто-блатните почви разпространени основно по западните склонове на Жамайтското възвишение. Най-плодородни са ливадно-карбонатните почви (7,8%), разпространени на север, в Средна Литва и в басейна на река Шешупе. Блатните почви заемат 5,3%, а подзолисто-боровите почви, развити в Югоизточната равнина са 4,2%. По долините на по-големите реки са разпространени алувиални почви (1,4%). През годините са проведени големи мелиоративни дейности по осушаването на заблатените райони.

### Растителност
Литва е разположена в подзоната на смесените гори. Горите заемат 1,6 млн.ха (25% от територията ѝ) и са разположени на отделни големи участъци. В страната има 10 големи (с площ над 100 km²) горски масиви (Казлу-Рудски, Рудникски, Варена-Друскинински и др.). Над 50% от горите се намират в югоизточната част на Литва. Много гори има също в Средна Литва и в Жамайтия. Иглолистните гори съставляват 65% от горския фонд (бор 41,3%, смърч 20%), широколистните – 35% (дребнолистни 23,7%, широколистни 15%). Боровите гори са разпространени основно на югоизток и по крайбрежието на Балтийско море, а смърчовите – по западните склонове на Жамайтското възвишение. Широколистните гори се срещат предимно в Средна Литва. Ливадите и пасищата заемат около 17% от територията на страната, обработваемите земи – 35%, а блатата – 7%. Повечето от блатата (60%) са от низинен тип и са разпространени основно в Балтийското възвишение и в югоизточните части.

### Животински свят
За животинския свят на страната са характерни представители на животни обитаващи иглолистните и широколистните гори. От бозайниците заек, лисица, вълк, благороден и петнист елен, глиган, енотовидно куче, норка, рис, белка, видра, бобър и др. Реките и езерата са богати на различни видови риби.

### Природни райони
В зависимост от релефа, почвите и растителността територията на Литва се поделя на 6 природни зони:
- Балтийско крайбрежие – включва Курската коса, приморската низина и делтата на река Нямунас;
- Жамайтски природен район – обхваща Жамайтското възвишение с многочислените езера в него;
- Прибалтийска равнина – включва Среднолитовската и Долнонеманската низина;
- Балтийско възвишение – отличава се с множеството си езера в районите на Игналина, Зарасай и др.;
- Югоизточна равнина – обширна пясъчна равнина заета от големи борови масиви;
- Ошмянско-Мядининско възвишение – разположено в крайната югоизточна част на страната.